# Nailly
 Nailly  es una comuna y población de Francia, en la región de Borgoña, departamento de Yonne, en el distrito de Sens y cantón de Sens Oeste.
Su población en el censo de 1999 era de 1.107 habitantes.
Está integrada en la Communauté de communes Gâtinais Bourgogne .

## Demografía
| 571 | 527 | 579 | 761 | 1008 | 1107 |
| Para los censos de 1962 a 1999 la población legal corresponde a la población sin duplicidades (Fuente: INSEE [Consultar]) |     |     |     |      |      |